# Mór Ní Tuathail
Mór Ní Tuathail (* etwa 1114 in Castledermot, Kildare, Irland; † 1191 in Irland) war eine irische Adlige und Königin von Leinster sowie die erste (im Sinne von „höchste“, nicht die zeitlich erste) Ehefrau des Königs Diarmait Mac Murchada. Unter den Brehon Laws durften irische Männer mehrere Frauen heiraten. König Dermots andere Frau war Sadhbh Ní Fhaolain, (auch: Sadb ingen Cerbaill Uí Fáeláin), Tochter des Carroll (Cerbaill) Mac Faelain und Nichte der 1132 vergewaltigten Äbtissin von Kildare.
Mór war die Mutter von Aoife MacMurrough, der Ehefrau des Richard de Clare, 2. Earl of Pembroke, bekannt als Strongbow, und damit die Ahnherrin mehrerer englischer Adelshäuser.

## Familie
Mór wurde etwa 1114 in Castledermot, Kildare, Irland als Tochter von Muirchertach Ua Tuathail, König der Uí Muirdeaigh, und von Cacht Ní Morda geboren.
Ihre Großeltern väterlicherseits waren Gilla Comgaill Ua Tuathail und Sadbh Ní Domnail, die Großeltern mütterlicherseits waren Loigsig Ua Morda, König von Laois und Gormlaith Ní Caellaide.
Einer von Mórs vier Halbbrüdern war St. Lorcán Ua Tuathail (St. Laurence O’Toole), Erzbischof von Dublin.

## Ehe
In Loch Garman wurde Mór um 1140 mit König Diarmait Mac Murchada von Leinster verheiratet als seine Hauptfrau, was sie zur Mitregentin von Leinster machte. 1152 entführte der König Derbforgaill Ní Mhaol Seachlainn, die Frau des Königs von Breifne, Tigernán Ua Ruairc.
Dermot und Mór hatten zusammen mindestens zwei Kinder:
- Conchobhar Mac Murchada (starb 1169)
- Aoife MacMurrough (1145–1188), heiratete am 29. August 1170 Richard de Clare, 2. Earl of Pembroke, bekannt als Strongbow, mit dem sie zwei Kinder hatte, darunter Isabel de Clare, die Titel und Ländereien ihres Vaters erbte.

Órlaith von Leinster, verheiratet mit Domnall Mór Ua Briain, König von Thomond, war die Tochter von Sabdh.
1167 wurde Mórs Sohn Conchobhar von Ruaidrí Ua Conchobair, Hochkönig von Irland, getötet.
Königin Mór starb 1191, drei Jahre nach ihrer ältesten Tochter, Aoife, und 20 Jahre nach ihrem Mann.